# Cladinosa
La cladinosa es un desoxiazúcar de tipo hexosa presente en varios antibióticos (como la eritromicina) unido al anillo macrólido. En los cetólidos, una clase de antibióticos relativamente nueva, la cladinosa es reemplazada por un grupo ceto.

Estructura de la eritromicina con una molécula de cladinosa unida en la zona inferior.